# Palazzo Pastore
Palazzo Pastore è un palazzo di Castiglione delle Stiviere, in provincia di Mantova.

## Storia e descrizione
Il palazzo in stile neoclassico prende il nome dal primo proprietario, Giuseppe Ignazio Pastore, che acquistò l'area dove sorgeva una precedente costruzione del Cinquecento. Fece edificare il nuovo palazzo a partire dal 1823. Progettista fu probabilmente l'architetto bresciano Rodolfo Vantini. L'edificio, che presenta due appartamenti affrescati al piano superiore e locali di servizi al piano terreno, passò nel tempo in proprietà ai membri della stessa famiglia Pastore, una delle più ricche di Castiglione.
Nel palazzo furono ospitati personaggi illustri, tra i quali Amedeo di Savoia nel 1866.
La famiglia restò proprietaria del palazzo fino ad Alceo Pastore, i cui eredi si divisero la proprietà intorno al 1950. Nel 1973 il Comune divenne proprietario ed iniziò importanti lavori di restauro.